# Machado dinamarquês

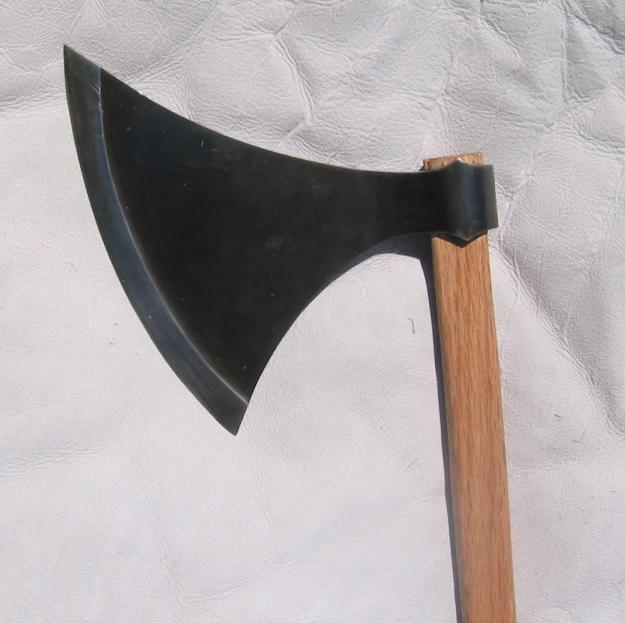
Replica do machado dinamarquês, Tipo Petersen L ou Tipo M, com base no original da Torre de Londres.

O Machado dinamarquês é um tipo primitivo de machado de batalha, usado principalmente durante a transição entre a Era Viquingue na Europa e início da Idade Média. Outros nomes para a arma incluem Machado Inglês Longo, Machado de Guerra dinamarquês, e Machado de Alça.

## Construção
A maioria dos machados, tanto em ilustrações de época e artefatos existentes, que se enquadram na descrição do machado dinamarquês, possuem cabeças Tipo L ou Tipo M de acordo com o historiador Jan Petersen. Ambos os tipos consistem em uma grande lâmina fina, com acentuados "chifres" no dedo do pé e calcanhar na ponta. Sua superfície de corte varia, mas geralmente possui entre 20 e 30 centímetros. As lâminas Tipo L tendem a ser menores, com a ponta da broca varrida a frente para uma capacidade de corte superior. Posteriormente as lâminas Tipo M são geralmente maiores no geral, com um dedo do pé mais simétrico e calcanhar.
A lâmina em si era razoavelmente leve e forjada muito fina, tornando-a excelente para cortar. A gordura do corpo em cima da borda é tão fina quanto 2 milímetros. Muitos destes machados foram construídos com um pouco de reforço, tipicamente um aço de carbono superior para facilitar uma borda mais dura, mais nítida. O peso médio de um machado deste tamanho era de 1 a 2 quilos. Proporcionalmente, o machado tem mais em comum com um cutelo moderno do que um machado de madeira. Esta construção complexa resulta em uma arma viva e rápida com uma capacidade devastadora de corte.

## História

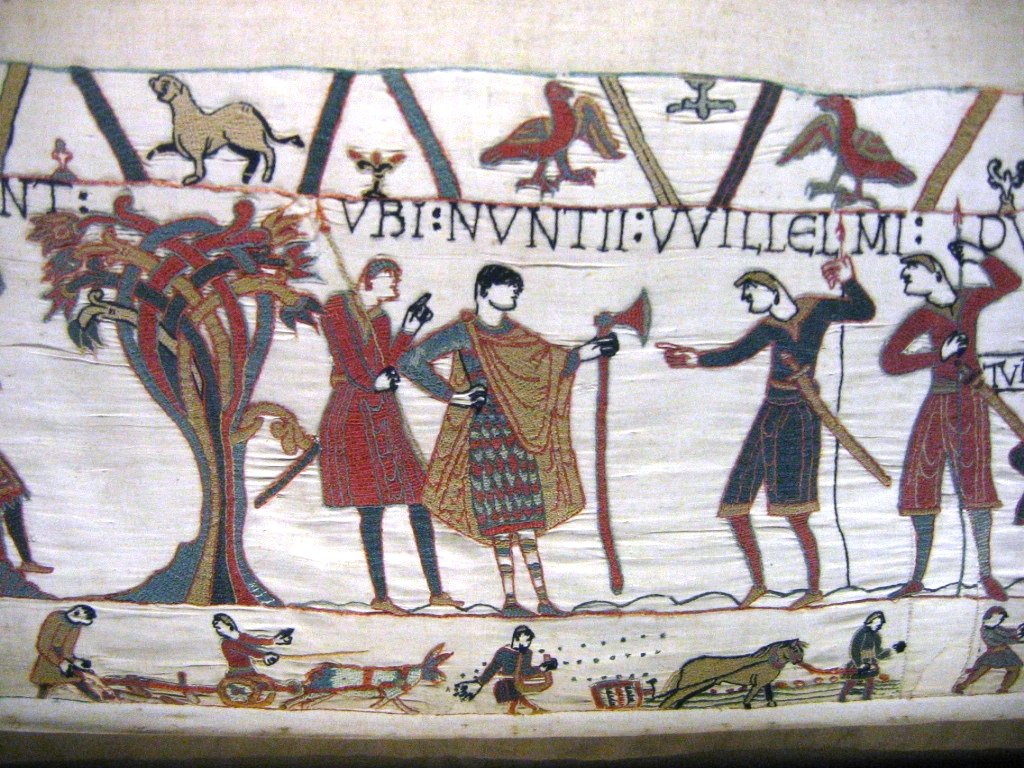
O machado dinamarquês na tapeçaria de Bayeux.

No decorrer dos séculos X e XI, o machado dinamarquês ganhou popularidade em áreas fora da Escandinávia, onde a influência viquingue era forte, como na Inglaterra, Irlanda e Normandia. Relatos históricos mostram o machado dinamarquês como arma dos guerreiros de elite neste período, tais como os Huscarls da Inglaterra anglo-saxônica. Na tapeçaria de Bayeux, um registro visual da ascensão de Guilherme, o Conquistador, ao trono da Inglaterra, o machado é quase exclusivamente usado por huscarls bem blindados. Estes guerreiros formavam o núcleo dos guarda-costas do do rei Haroldo na batalha de Hastings. A tapeçaria de Bayeux, também descreve um huscarl acertando a cabeça de cavalo de um cavaleiro normando com um golpe. O machado também é conhecido por ter sido usado pela guarda varegue, também conhecida como pelekyphoros phroura (πελεκυφόρος φρουρά), a "guarda que traz o machado". Uma placa de marfim sobrevivente do século X retrata um soldado varegue de Constantinopla segurando um machado que é pelo menos tão alto quanto seu portador.
Embora o nome mantém sua herança escandinava, o machado dinamarquês se tornou amplamente utilizado em toda a Europa a partir do século XII, já que machados ganharam aceitação como uma arma de cavalaria, embora não tenha alcançado o status da espada. Eles também começaram a ser amplamente utilizados como uma arma de haste de infantaria, com o punho alongando a cerca de 1,8 metro. Nos séculos XIII e XIV, também viram mudanças de forma, com a lâmina também alongada, o chifre traseiro que se estende ao toque ou anexo ao punho. A arma alongada, especialmente se combinada com a lâmina alongada, foi chamada de Sparth na Inglaterra. Alguns acreditam que esta arma é o ancestral da alabarda.
Embora o uso do machado dinamarquês continuou no século XIV, machados com uma ponta perfurante e lança com ponta na parte dianteira do punho tornaram-se mais comuns, eventualmente, evoluindo para a acha no século XV. O machado dinamarquês simples continuou a ser usado no oeste da Escócia e na Irlanda no século XVI. Na Irlanda, foi particularmente associado com os mercenários Galloglas.

## Figuras históricas famosas associados com o machado

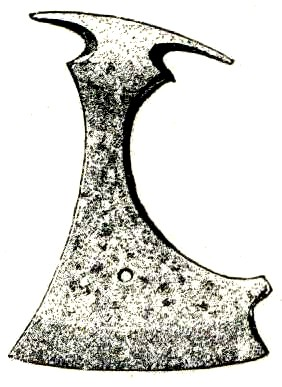
Machado barbudo de Gotlândia, data da Idade do Ferro.

Após a batalha de Stiklestad, o machado também se tornou o símbolo de Santo Olavo e ainda pode ser visto no brasão de armas da Noruega. No entanto, isso é porque o machado é uma implementação de seu martírio, em vez de significar seu uso.
O rei Estêvão de Inglaterra usou um famoso machado dinamarquês na batalha de Lincoln, em 1141. Um relato diz que depois sua espada quebrou, outro diz que usou sua espada somente após seu machado se quebrar.
Ricardo Coração de Leão foi muitas vezes registrado na era vitoriana empunhando um grande machado de guerra, embora as referências sejam, por vezes, muito exageradas como convinha a um herói nacional: "Longo e muito tempo depois ele estava quieto em seu túmulo, seu terrível machado de batalha, com vinte libras inglesas de aço inglês em sua poderosa cabeça... "- A Child's History of England de Charles Dickens. Ricardo é, no entanto, registado usando um machado dinamarquês no alívio da batalha de Jafa. Godofredo de Lusignan é outro cruzado famoso associado ao machado.
Roberto, o Bruce famosamente matou Sir Henrique de Bohun na batalha de Bannockburn com um único golpe de seu machado. O golpe foi tão poderoso que dividir o elmo e crânio de Bohun e estalou a haste do machado.
No século XVI, o uso de machados foi cada vez mais observado por Froissart em sua Crônica, com o rei João II usando um na batalha de Poitiers em 1356 e Sir James Douglas na batalha de Otterburn, em 1388. Bretões foram aparentemente observados usando o machado, com Bertrand du Guesclin e Olivier de Clisson ambos empunhando a arma em batalha. Nesses casos, não podemos dizer se era um machado dinamarquês, ou uma proto-acha.